# Moses Dyer
Moses Dyer (21 de marzo de 1997, Auckland) es un futbolista neozelandés que juega como mediocampista en el Galway United FC de la Premier Division de la Liga de Irlanda.

## Trayectoria
Comenzó su carrera en las divisiones inferiores del Auckland City. En 2014 firmó con el Wanderers. Una vez disuelto el club, fue contratado por el Onehunga Sports. En 2016 regresó a la primera división neozelandesa al incorporarse al Eastern Suburbs, aunque dejaría el elenco una vez finalizada la temporada 2016-17 para firmar con el Northcote City australiano. En 2017 realizó una serie de pruebas y entrenamientos en el Crewe Alexandra de Inglaterra y el Vejle de Dinamarca, pero al no ser contratado por ninguno de los dos, regresó al Eastern Suburbs.

### Selección nacional
En 2015 disputó con los cuatro partidos que los Junior All Whites jugaron en la Copa Mundial Sub-20 y también los cuatro enfrentamientos de los Oly Whites en los Juegos del Pacífico. En 2017 volvería a ser parte del plantel neozelandés sub-20 en la Copa Mundial, llegando a capitanear al equipo.
Su debut con la selección mayor se produjo el 31 de marzo de 2015 en un amistoso ante Corea del Sur. Formó parte del equipo que se proclamó campeón de la Copa de las Naciones de la OFC 2016.

#### Partidos y goles internacionales
| Partidos y goles internacionales | Partidos y goles internacionales | Partidos y goles internacionales | Partidos y goles internacionales | Partidos y goles internacionales | Partidos y goles internacionales           | Partidos y goles internacionales |
| #                                | Fecha                            | Estadio                          | Rival                            | Resultado                        | Competición                                | Gol(es)                          |
| -------------------------------- | -------------------------------- | -------------------------------- | -------------------------------- | -------------------------------- | ------------------------------------------ | -------------------------------- |
| 2015                             |                                  |                                  |                                  |                                  |                                            |                                  |
| 1                                | 31 de marzo                      | Estadio Mundialista, Seúl        | Corea del Sur                    | 0 – 1                            | Amistoso                                   |                                  |
| 2                                | 7 de septiembre                  | Estadio Thuwunna, Rangún         | Birmania                         | 1 – 1                            | Amistoso                                   |                                  |
| 2016                             |                                  |                                  |                                  |                                  |                                            |                                  |
| 3                                | 4 de junio                       | Sir John Guise, Puerto Moresby   | Islas Salomón                    | 1 – 0                            | Copa de las Naciones de la OFC 2016        |                                  |
| 4                                | 11 de junio                      | Sir John Guise, Puerto Moresby   | Papúa Nueva Guinea               | 0 – 0                            | Copa de las Naciones de la OFC 2016        |                                  |
| 5                                | 8 de octubre                     | Nissan Stadium, Nashville        | México                           | 1 – 2                            | Amistoso                                   |                                  |
| 6                                | 11 de octubre                    | RFK Stadium, Washington D. C.    | Estados Unidos                   | 1 – 1                            | Amistoso                                   |                                  |
| 7                                | 12 de noviembre                  | Estadio North Harbour, Auckland  | Nueva Caledonia                  | 2 – 0                            | Clasificación para la Copa Mundial de 2018 |                                  |
| 8                                | 15 de noviembre                  | Stade Yoshida, Koné              | Nueva Caledonia                  | 0 – 0                            | Clasificación para la Copa Mundial de 2018 |                                  |
| 2017                             |                                  |                                  |                                  |                                  |                                            |                                  |
| 9                                | 28 de marzo                      | Westpac Stadium, Wellington      | Fiyi                             | 2 – 0                            | Clasificación para la Copa Mundial de 2018 |                                  |
| 10                               | 5 de septiembre                  | Estadio Lawson Tama, Honiara     | Islas Salomón                    | 2 – 2                            | Clasificación para la Copa Mundial de 2018 |                                  |
| 2018                             |                                  |                                  |                                  |                                  |                                            |                                  |
| 11                               | 7 de junio                       | Mumbai Football Arena, Bombay    | India                            | 2 – 1                            | Copa Intercontinental 2018                 | 1 (1)                            |

### Clubes
| Club                | País           | Año           | Partidos | Goles |
| ------------------- | -------------- | ------------- | -------- | ----- |
| Wanderers           | Nueva Zelanda  | 2014-2015     | 9        | 0     |
| Onehunga Sports     | Nueva Zelanda  | 2015-2016     |          |       |
| Eastern Suburbs     | Nueva Zelanda  | 2016-2017     | 16       | 5     |
| Northcote City      | Australia      | 2017          |          |       |
| Eastern Suburbs     | Nueva Zelanda  | 2017-2018     | 15       | 4     |
| Florø               | Noruega        | 2018-2019     | 27       | 9     |
| Valour              | Canadá         | 2020-2022     | 6        | 1     |
| FC Tulsa            | Estados Unidos | 2023-2024     |          |       |
| Vancouver FC        | Canadá         | 2024          |          |       |
| Pacific FC (cedido) | Canadá         | 2024          |          |       |
| Galway United FC    | Irlanda        | 2025-presente |          |       |